# Liste der denkmalgeschützten Objekte in Chodský Újezd
Grundlage dieser Liste der denkmalgeschützten Objekte in Chodský Újezd ist die ÚSKP-Liste (Ústřední seznam kulturních památek České republiky, deutsch Zentrale Liste der Kulturdenkmäler der Tschechischen Republik), die von der tschechischen Denkmalschutzbehörde NPÚ (Národní památkový ústav, deutsch Nationale Denkmalbehörde) seit 1987 geführt wird und an die seit dem Jahr 1850 geschaffenen Listen anschließt.

## Denkmalgeschützte Objekte nach Ortsteilen

### Chodský Újezd
| Lage | Objekt              | Beschreibung                                    | ÚSKP-Nr.                  | Bild           |
| --- | ------------------- | ----------------------------------------------- | ------------------------- | -------------- |
| Chodský Újezd, bei der nordöstlichen Ecke der Friedhofsmauer (Standort)                                   | Marterl             | Marterl                                         | 26873/4-1761 Info Katalog | BW             |
| Chodský Újezd, 12 (Standort)                                                                              | Bauernhof           | Bauernhof                                       | 21878/4-3551 Info Katalog | BW             |
| Chodský Újezd, Vorgarten von Nr. 57 (Standort)                                                            | Marterl             | Marterl                                         | 31520/4-1760 Info Katalog | BW             |
| Chodský Újezd, 61 ()                                                                                      | Bauernhof           | Bauernhof                                       | 13879/4-1765 Info Katalog |                |
| Chodský Újezd, an der Landstraße nach Plana (Standort)                                                    | Steinkreuz          | Steinkreuz                                      | 16410/4-1767 Info Katalog | BW             |
| Chodský Újezd, 38 (Standort)                                                                              | Bauernhof           | Bauernhof, Stall, Scheune                       | 11295/4-5072 Info Katalog | BW             |
| Chodský Újezd, 1 (Standort)                                                                               | Pfarrhaus           | Pfarrhaus                                       | 100619 Info Katalog       | BW             |
| Chodský Újezd (Standort)                                                                                  | Heilig-Kreuz-Kirche | Heilig-Kreuz-Kirche, gotisch, 1790 barockisiert | 37498/4-1759 Info Katalog | weitere Bilder |
| Chodský Újezd, ursprünglich an der Landstraße nach Zadní Chodov, seit 1991 im Museum in Tachov (Standort) | Eisenkreuz          | Eisenkreuz                                      | 36474/4-1766 Info Katalog | BW             |
| Chodský Újezd, 14 (Standort)                                                                              | Bauernhof           | Bauernhof                                       | 45373/4-1762 Info Katalog | BW             |

### Horní Jadruž
| Lage                                       | Objekt        | Beschreibung  | ÚSKP-Nr.                  | Bild         |
| ------------------------------------------ | ------------- | ------------- | ------------------------- | ------------ |
| Horní Jadruž 13 ()                         | Bauernhof     | Bauernhof     | 14063/4-1747 Info Katalog |              |
| Horní Jadruž Dorfplatz (Standort)          | Nepomuksäule  | Nepomuksäule  | 29043/4-1748 Info Katalog | Nepomuksäule |
| Horní Jadruž, am Weg nach Chodský Újezd () | Wendelinsäule | Wendelinsäule | 34015/4-3550 Info Katalog |              |
| Horní Jadruž 11 (Standort)                 | Bauernhof     | Bauernhof     | 33411/4-1745 Info Katalog | BW           |
| Horní Jadruž 12 (Standort)                 | Bauernhof     | Bauernhof     | 42117/4-1746 Info Katalog | BW           |

### Nahý Újezdec
| Lage                       | Objekt                 | Beschreibung           | ÚSKP-Nr.                  | Bild         |
| -------------------------- | ---------------------- | ---------------------- | ------------------------- | ------------ |
| Nahý Újezdec ()            | Marterl mit Sühnekreuz | Marterl mit Sühnekreuz | 34958/4-1820 Info Katalog |              |
| Nahý Újezdec Dorfplatz ()  | Nepomuksäule           | Nepomuksäule           | 36901/4-1819 Info Katalog | Nepomuksäule |
| Nahý Újezdec 10 (Standort) | Bauernhof              | Bauernhof              | 45811/4-1818 Info Katalog | BW           |

### Štokov
| Lage                                                | Objekt        | Beschreibung  | ÚSKP-Nr.                  | Bild |
| --------------------------------------------------- | ------------- | ------------- | ------------------------- | ---- |
| Štokov (Standort)                                   | Missionskreuz | Missionskreuz | 13155/4-4785 Info Katalog | BW   |
| Štokov, an der Straße nach Chodský Újezd ()         | Kreuzsockel   | Kreuzsockel   | 13156/4-4784 Info Katalog |      |
| Štokov Richtung Ctiboři ()                          | Marterl       | Marterl       | 41549/4-1956 Info Katalog |      |
| Štokov, im Garten des Erholungszentrums (Standort)  | 2 Sühnekreuze | 2 Sühnekreuze | 50326/4-5181 Info Katalog | BW   |
| Štokov, an der Straße nach Chodský Újezd (Standort) | Kapelle       | Kapelle       | 34568/4-1955 Info Katalog | BW   |